# Hattie Jacques
Hattie Jacques (Sandgate, Inglaterra, 7 de febrero de 1922 – Londres, Inglaterra, 6 de octubre de 1980) fue una actriz británica. 

## Biografía

### Primeros años
Su verdadero nombre era Josephine Edwina Jaques, y nació en Sandgate (Inglaterra), en 1922, siendo sus padres Robin y Mary Jacques. Su padre era un piloto de la RAF fallecido en un accidente de aviación 18 meses después de su nacimiento. Su madre era una actriz aficionada.
Educada en la Godolphin and Latymer School, sirvió como enfermera de la Cruz Roja durante la Segunda Guerra Mundial, y trabajó como soldadora en una fábrica del norte de Londres.
A los 20 años de edad hizo su debut teatral en el Players' Theatre de Londres. Casi inmediatamente se convirtió en una actriz regular de la compañía, actuando en piezas de music hall e interpretando a la Reina Hada en sus pantomimas de estilo Victoriano.
Tras conseguir el éxito en la radio, la televisión y el cine, volvió a los Players' como actriz, guionista y directora.

### Radio
En 1947, mientras actuaba en el Players, fue descubierta por Ted Kavanagh e invitada a sumarse al reparto de la serie radiofónica It's That Man Again  ("ITMA"), en 1948-1949, interpretando a la niña Sophie Tuckshop.
También participó en la radio entre 1950 y 1954 en el show Educating Archie, como Agatha Danglebody. En este programa tuvo la ocasión de trabajar por primera vez con Eric Sykes, que escribía guiones para el mismo, y en 1956 le pidieron que se sumara a la serie Hancock's Half Hour, junto a Tony Hancock, Sid James, Bill Kerr y Kenneth Williams. También actuó en varios episodios de la serie televisiva de Hancock.

### Películas de la serieCarry On
En esa época también trabajaba en el cine, y entre sus primeros títulos se incluían Scrooge (1951) y un par de comedias de Norman Wisdom - The Square Peg y Follow a Star. En 1958 se unió al equipo de las películas de la serie Carry On trabajando en Carry On Sergeant, consiguiendo una fama aún mayor. 
Trabajó en catorce filmes de la serie, y retrató a la insensata Matrona en cinco de ellos - Carry On Nurse, Carry On Doctor, Carry On Camping, Carry On Again Doctor y Carry On Matron. De todos ellos, su título favorito fue Carry On Cabby, en la que abandonaba su personaje habitual y encarnaba un primer papel romántico frente a Sid James.
Era muy apreciada entre sus compañeros, haciendo una buena amistad con muchos de ellos, como en el caso de Kenneth Williams y Joan Sims, a quien Jacques ayudaba y aconsejaba. Sims consideraba a Hattie como su "major amiga ".

### Eric Sykes
Conoció a Eric Sykes en el Players' Theatre de Londres. Sorprendido por su actuación, Eric fue tras el escenario para presentarse. Fue el inicio de una amistad y compañerismo que duró toda la vida.
En 1960 se unió a la serie protagonizada por Eric Sykes en la BBC, Sykes, en la cual ambos interpretaban a dos hermanos que se veían mezclados en todo tipo de situaciones cómicas. El chiste consistía en que se suponía que eran gemelos, cuando en la realidad eran físicamente muy diferentes. El show se mantuvo desde 1960 a 1965 y otra vez entre 1972 y 1979. En los últimos años hicieron giras nacionales e internacionales con el espectáculo, aunque ello supuso alguna tensión en su relación profesional.

### Vida personal
Hattie Jacques estuvo casada con el actor John Le Mesurier entre 1949 y 1965. Tuvieron dos hijos. En el momento de su divorcio, los medios de comunicación parecían culpabilizar a Le Mesurier. Sin embargo, más adelante se supo que Jacques había tenido una relación con John Schofield, un hombre más joven que ella. Le Mesurier apoyó la artimaña de que él era el culpable de la rotura, a fin de que la carrera artística de Jacques no se viera afectada. Ella mantuvo buenas relaciones con Le Mesurier y le animó a casarse con su tercera esposa, Joan.

### Últimos años
En sus últimos años Jacques se vio continuamente afectada por su mala salud, aunque siguió trabajando y manteniendo una vida social activa, además de apoyar actividades benéficas. Su última actuación para la televisión fue en un comercial para ASDA en 1980. 
Hattie Jacques falleció a causa de un infarto agudo de miocardio el 6 de octubre de 1980, a los 58 años de edad, en Londres, Inglaterra. Fue incinerada en el Crematorio Putney Vale, donde se esparcieron sus cenizas.

## Actuaciones radiofónicas
- It's That Man Again (1948 - 1949), Sophie Tuckshop[8]
- Educating Archie (1950 - 1954), Agatha Danglebody[8]
- Hancock's Half Hour (1956 - 1959), Griselda Pugh

## Televisión
- Hancock's Half Hour (1956 - 1960), Griselda Pugh
- Sykes (1960 - 1965, 1971 - 1979), Hattie[8]
- Doctor at Large (1971) como Mrs Askey en 'Cynthia Darling'

## Filmografía seleccionada
- Oliver Twist (1948) cantante en el bar de los ladrones[8]
- Trottie True (1948) artista de music hall[8]
- Carry On Sergeant (1958), Capitán Clark
- The Square Peg (1958), Gretchen
- Carry on Nurse (1959), Matrona
- The Navy Lark (1959), Adivina
- The Night We Dropped a Clanger (1959), Ada
- Carry On Teacher (1959), Grace Short
- Follow a Star (1959), Dymphna Dobson
- Make Mine Mink (1960), Nanette Parry
- Carry On Constable (1960), Sargento Laura Moon
- School for Scoundrels (1960), Primera instructora
- In the Doghouse (1961), Gudgeon
- Carry On Regardless (1961), Hermana
- Carry On Cabby (1963), Peggy
- Carry On Doctor (1967), Matrona
- Carry On Again Doctor (1969), Matrona
- Monte Carlo or Bust (1969), Periodista
- The Magic Christian (1969), Ginger Horton
- Carry On Camping (1969), Miss Haggerd
- Carry On Loving (1970), Sophie Bliss
- Carry On At Your Convenience (1971), Beatrice Plummer
- Carry On Matron (1971), Matrona
- Carry On Abroad (1972), Floella
- Carry On Dick (1974), Martha Hoggett
- Rhubarb Rhubarb (1980), Nanny